# Heliocontia truncatula
Heliocontia truncatula är en fjärilsart som beskrevs av Philipp Christoph Zeller 1873. Heliocontia truncatula ingår i släktet Heliocontia och familjen nattflyn. Inga underarter finns listade i Catalogue of Life.